# Ришард Адамув
Ри́шард Ада́мув (пол. Ryszard Adamów; 13 грудня 1935, Львів — 21 липня 2010, Легніца) — польський письменник.

## Біографічні дані
Ришард Адамув народився у Львові. Після Другої світової війни виїхав до Польщі. Закінчив ліцей. Був матросом польського військового флоту, працював у різних установах, організаціях, культурних товариствах та редакціях, зокрема секретарем редакції в легніцькому тижневику «Konkrety». Як прозаїк дебютував 1962 року в місячнику «Одра». Був автором численних публікацій у пресі та радіопередач.

## Твори
- Zemsta parowca (збірка оповідань), 1968
- Ostatnia posługa (збірка оповідань), 1969
- Akta Świętego Trybunału, czyli tajemnica skarbu Paula Martina (повість), 1976
- Szyper z Bostonu (повість), 1977
- Łowcy psów (повість), 1989[1]

## Нагороди
- 1977 році в Лодзі Ришард Адамув отримав премію за театральну виставу політичного змісту: «Бенкет на честь розстріляних» (Bankiet na cześć rozstrzelanych)[1].